# 大井川 (沖縄県)
大井川（おおいがわ）は、沖縄県北部の本部半島を流れる大井川水系の本流で、二級河川である。

## 地理
沖縄本島の本部半島、嘉津宇岳中腹の名護市と今帰仁村の市村境付近を源流とし、乙羽岳の麓を北上し東シナ海に注ぐ。河口はラッパ状に開き、河口沿岸ではサンゴ礁（裾礁）が発達している。
中下流部では、沖縄県道72号線と並行して流れる。

## 流域の自治体
沖縄県
国頭郡本部町、今帰仁村

## 橋梁
上流から
- - 国道505号